# Morte e Vida (Klimt)
Morte e Vida é uma pintura a óleo sobre tela do pintor simbolista austríaco Gustav Klimt, cuja tema principal era o corpo feminino. As suas pinturas, murais e desenhos são marcados por um erotismo sensual, o qual se nota particularmente nos seus desenhos a lápis. A presente pintura começou a ser feita em 1908 e terminou em 1916. Apresenta um estilo Art Nouveau (Moderno) através da utilização de um género de pintura alegórica durante a Fase Dourada (1899-1910). A pintura encontra-se no Leopold Museum em Viena.

## Contexto
O tema da obra é um dos principais de Klimt, principal, também, para o seu tempo, e para os seus contemporâneos como Edvard Munch e Egon Schiele. Klimt transmite-a numa dança moderna de morte mas, ao contrário de Schiele, ele introduz uma nota de esperança e reconciliação; em vez de se sentir ameaçado pela figura da morte, os seus seres humanos parecem desprezá-la. A imaginação do artista já não se concentra na união física, mas sim na expectativa que a precede. Talvez esta recém-descoberta serenidade tenha origem na própria consciência de envelhecimento de Klimt, e proximidade da morte. Mas antes que chegue esse momento, ele escolheu representar apenas momentos de intenso prazer ou beleza e juventude milagrosas.
O Ministério da Cultura austríaco encomendou a Klimt três pinturas que representassem as faculdades de Medicina, de Filosofia e de Direito. No entanto, o artista fez uso dessa oportunidade para retratar a forma de vida burguesa que se mantinha indiferente às catástrofes pelas quais Viena passava naquele período.

## A obra
Klimt apresenta a temática da morte, que seria pessimista a princípio, mas, também introduz uma nota de esperança e reconciliação; em vez de se sentir ameaçado pela figura da morte, os seres humanos à direita dela parecem desprezá-la. A imaginação do artista já não se concentra na união física, mas sim na expectativa que a precede. Talvez esta recém-descoberta serenidade tenha origem na própria consciência de envelhecimento de Klimt e proximidade dele com a morte. Mas antes que chegasse esse momento, ele escolheu representar apenas momentos de intenso prazer ou beleza e juventude milagrosas.

## Protesto Climático
Na Áustria, dois ativistas climáticos jogaram um líquido preto na pintura de Gustav Klimt, de 107 anos, no Museu Leopold, em Viena, na terça-feira, 15 de novembro de 2022, em protesto. Logo após a ação, funcionários do museu informaram que a pintura não foi danificada graças ao vidro protetor.